# Tabofat
Tabofat (auch: Tabafat, Tabafatt, Tabofatt) ist ein Dorf in der Landgemeinde Ibohamane in Niger.

## Geographie
Das von einem traditionellen Ortsvorsteher (chef traditionnel) geleitete Dorf liegt rund acht Kilometer östlich von Ibohamane, dem Hauptort der gleichnamigen Landgemeinde, die zum Departement Keita in der Region Tahoua gehört. Ein weiteres großes Dorf in der Umgebung ist das etwa zehn Kilometer südöstlich gelegene Tchimbaba Tané.
Tabofat befindet sich im Osten der Hochebene Ader Doutchi. Es ist der Hauptort des 178 km² großen Tabofat-Tals, von dem ein kleiner Teil im Südosten bereits in der Gemeinde Garhanga liegt. Durch das Tal verläuft das Trockental Kori de Ouroub.

## Geschichte
Noch in den 1980er Jahren bestand die Ortschaft aus zwei Dörfern mit jeweils eigenen Ortsvorstehern: Tabofat Gabass und Tabofat Toudou.

## Bevölkerung
Bei der Volkszählung 2012 hatte Tabofat 5159 Einwohner, die in 857 Haushalten lebten. Bei der Volkszählung 2001 betrug die Einwohnerzahl 3246 in 506 Haushalten und bei der Volkszählung 1988 belief sich die Einwohnerzahl auf 2415 in 402 Haushalten.

## Wirtschaft und Infrastruktur
Die Hauptaktivitäten in der Gegend von Tabofat sind der Ackerbau und die Viehzucht. Es werden Hirse, Sorghum, Augenbohnen, Erdnüsse, Süßkartoffeln, Mais, Okra und weiteres Gemüse angebaut. Es gibt eine Schule im Dorf. In Tabofat wird eine Niederschlagsmessstation betrieben.